# Vrelo
Vrelo egy falu Szerbiában, a Piroti körzetben, a Babušnicai községben.

## Népesség
- 1948-ban 364 lakosa volt.
- 1953-ban 569 lakosa volt.
- 1961-ben 638 lakosa volt.
- 1971-ben 545 lakosa volt.
- 1981-ben 425 lakosa volt.
- 1991-ben 247 lakosa volt
- 2002-ben 141 lakosa volt, akik közül 140 szerb (99,29%) és 1 horvát.